# Jembatan Mas
Jembatan Mas is een bestuurslaag in het regentschap Batang Hari van de provincie Jambi, Indonesië. Jembatan Mas telt 3149 inwoners (volkstelling 2010).